# Giuseppe Lazzati
Giuseppe Lazzati (Milano, 22 giugno 1909 – Milano, 18 maggio 1986) è stato uno storico e politico italiano, docente di letteratura cristiana antica e a lungo rettore dell'Università Cattolica del Sacro Cuore, dichiarato venerabile dalla Chiesa cattolica nel 2013.

## Biografia

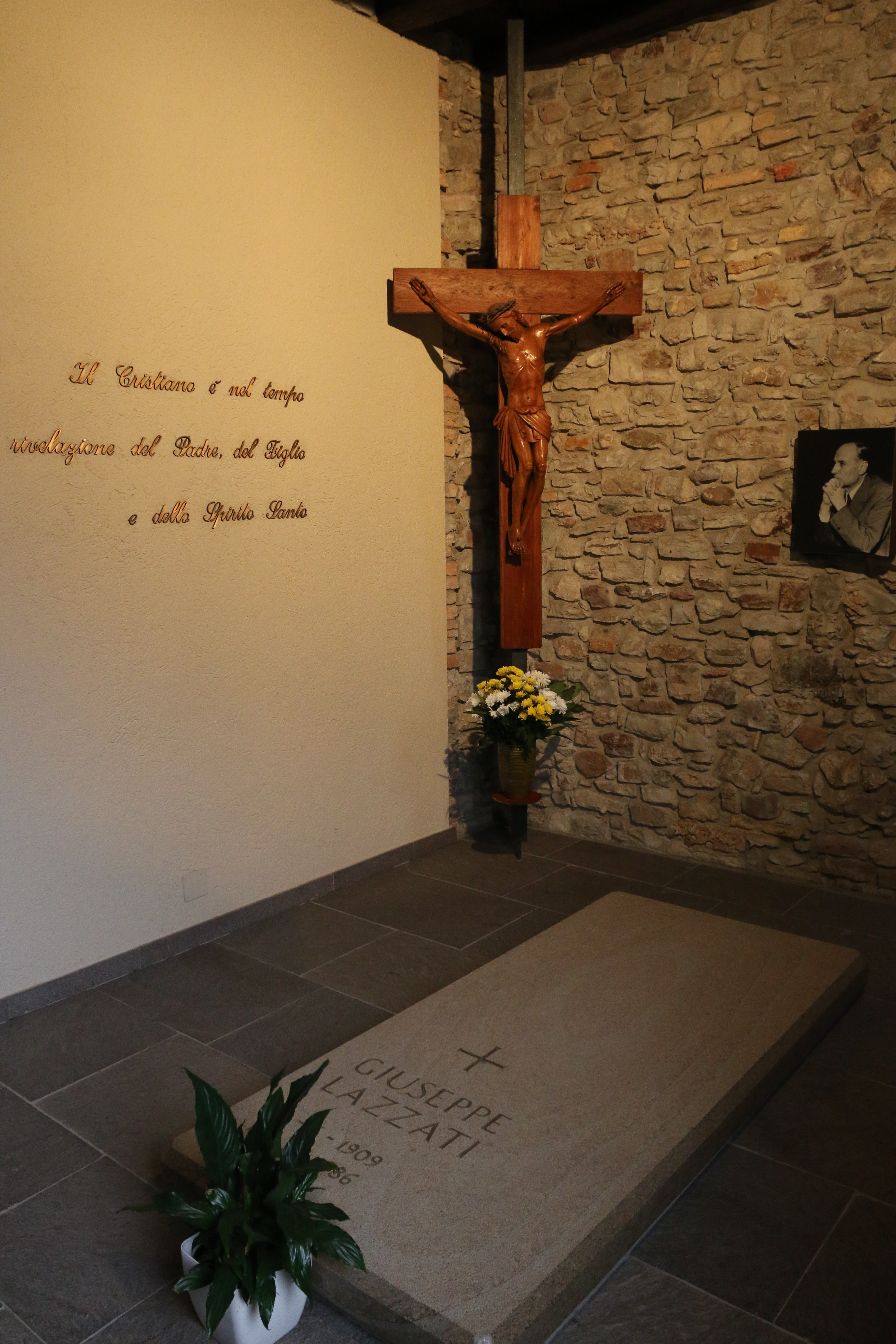
La tomba del venerabile Giuseppe Lazzati all'Eremo San Salvatore di Erba.

Nato nel 1909 a Milano da Carlo e Angela Mezzanotte, vive adolescenza e giovinezza nel clima di drammatico radicalismo e violenza del primo dopoguerra italiano che porta all'ascesa e all'affermazione del fascismo.
Amico spirituale di Pier Giorgio Frassati, nel 1927 si iscrive alla Facoltà di Lettere classiche dell'Università Cattolica del Sacro Cuore di Milano diretta da padre Agostino Gemelli; nel 1931, a soli 22 anni, si laurea con lode.
Nel maggio del 1931, Lazzati partecipa ad un corso di Esercizi Spirituali predicati da P. Gemelli e da Mons. Olgiati, nei suoi appunti scrive: «Ho scelto come mio stato la vita del celibato. Sento ogni momento la grandezza e la sublimità di questa grazia di Dio giacché, grazie alla castità, potrò unirmi più a Lui, cui consacro anima e corpo, ed esercitare apostolato più largo ed efficace. Debbo però ricordare che su tale via si deve camminare nella preghiera continua e nel sacrificio. M’assista la grazia di Dio e la Mamma celeste».
Conseguenza di tale passo fu l’adesione ai Missionari della Regalità di Cristo. Questo Sodalizio, fondato da padre Gemelli nel 1928, accoglieva laici consacrati di varia estrazione socio-culturale, impegnandoli in un’intensa vita spirituale e dedizione apostolica, con particolare riguardo all’Università Cattolica e all’Azione Cattolica.
Nel 1934 comincia la carriera universitaria, nello stesso anno diventa presidente diocesano della «Gioventù Italiana di Azione Cattolica» (G.I.A.C.), manterrà l'incarico fino al 1945; dal 1939 è docente incaricato di letteratura cristiana antica alla Cattolica.
L’adesione ai Missionari della Regalità s’interruppe nel 1938, con il passare del tempo, Lazzati si era convinto dei limiti di una consacrazione laicale finalizzata al diretto sostegno di alcune opere. A quel punto, sempre persuaso di mantenere fede al celibato per il Regno, incominciò una fase di ricerca in merito al da farsi, incontrando il paterno sostegno e incoraggiamento del card. Schuster. Già nella seconda metà del 1938 Lazzati andò maturando la decisione di dare vita a un nuovo Sodalizio denominato “Milites Christi”
, che mosse i primi passi l’anno successivo. Su indicazione dell’arcivescovo, esso venne inquadrato come quarta famiglia della Congregazione degli Oblati di San Carlo. Prendeva così vita in diocesi un’altra esperienza di laici votati alla sequela radicale del Vangelo sulle strade del mondo.
Partecipa alla seconda guerra mondiale come tenente del 5º Reggimento alpini, divisione "Tridentina", e dopo l'8 settembre 1943, avendo rifiutato il giuramento alla Repubblica Sociale Italiana, viene arrestato a Merano e internato nei campi di concentramento nazisti: prima a Rum nei pressi di Innsbruck, poi a Dęblin in Polonia, infine in Germania, a Oberlangen, Sandbostel e Wietzendorf.
Rientrato in Italia nell'agosto del 1945, è immediatamente coinvolto, con Giuseppe Dossetti e Giorgio La Pira, nell'opera di ricostruzione della vita civile del Paese, prima nella fase costituente, poi in quella più direttamente politica. Nel 1946 entra nella direzione nazionale della Democrazia Cristiana ed è eletto all'Assemblea costituente (1946-1948) e alla Camera dei deputati nella I Legislatura (1948-1953).
Dopo il mandato parlamentare si trasferisce da Roma nella natia Milano, dove si dedica alla formazione del laicato, nel 1957 partecipa anche, con l’allora Mons. G.B. Montini, Arcivescovo di Milano e con il prof. e industriale Marcello Candia alla fondazione del Collegio studenti d’Oltremare; tale organizzazione si occupava dell’assistenza ai primi giovani che dalle missioni venivano inviati in Italia. 
Padre Genesio, una delle figure fondamentali per la formazione del giovane Marcello CandiaTale organizzazione si occupava dell’assistenza ai primi giovani che dalle missioni venivano inviati in Italia ma l'arrivo del nuovo arcivescovo Giovanni Battista Montini, futuro papa Paolo VI, lo porta ad accettare una serie di nuove diaconie, la più onerosa ed impegnativa delle quali è la direzione del quotidiano cattolico L'Italia (1961-1964).
Tornato all'insegnamento (aveva ottenuto l'ordinariato nel 1958) nel 1968, nel pieno della contestazione universitaria, è chiamato a sostituire Ezio Franceschini come rettore dell'Università Cattolica carica che mantiene per cinque mandati triennali, fino al 1983. Affida la Direzione del Dipartimento di Scienze  Religiose al suo ex-assistente Raniero Cantalamessa, ordinario di Storia delle origini cristiane. Per raggiunti limiti d'età, lascia la cattedra di Letteratura cristiana antica nel 1979 e gli succede il suo allievo, Luigi Franco Pizzolato.
Gli ultimi anni della sua vita sono dedicati, in una fase di grave crisi della politica italiana, al rilancio di un'idea alta della politica attraverso la fondazione dell'associazione «Città dell'uomo» (1985), i cui contenuti riprendevano quanto già proposto fin dal dopoguerra con "Civitas Humana".
Muore a Milano il 18 maggio 1986, festa di Pentecoste, all'età di quasi 77 anni.
Nel 1991 l'Istituto secolare Cristo Re si è fatto promotore della causa di beatificazione, di cui si è poi conclusa l'inchiesta diocesana nel 1996, grazie al sostegno e all'incoraggiamento del cardinale Carlo Maria Martini, arcivescovo di Milano.

Il 5 luglio 2013 papa Francesco ha autorizzato la Congregazione per le Cause dei Santi a promulgare il decreto che riconosce le virtù eroiche del Servo di Dio Giuseppe Lazzati. Da quel momento Lazzati diviene Venerabile.

## Intitolazioni
Il Gruppo della Federazione Universitaria Cattolica Italiana (FUCI) dell'Università Cattolica del Sacro Cuore di Milano è dedicato alla memoria del venerabile Giuseppe Lazzati. È intitolata a Lazzati anche l'area prospiciente l'ingresso all'istituto Leone XIII di Milano, compresa fra la via omonima, via Vincenzo Monti e via Reggimento Savoia Cavalleria.

## Opere
- Consacrazione e secolarità, (1958-1986), ed. AVE, 1987
- La verità vi farà liberi, ed. In Dialogo, 2006, p. 128
- Chiesa, cittadinanza e laicità, ed. In Dialogo, 2004, p. 96
- Per una nuova maturità del laicato, ed. AVE, 1987, p. 84
- Secolarità e vita consacrata, ed. Ancora, 1966 - AA.VV. (Gemelli, Lazzati, Moioli, Oberti etc.)